# نبرد آگریجنتوم
نبرد آگریجنتوم (در سال ۲۶۲قبل میلاد مسیح در سیسیل) اولین نبرد جدی که در خلال جنگ‌های اول پونیک رخ داد و بزرگ‌ترین صف آرایی نظامی بین قوای کارتاژ و روم بود. نبرد پس از یک محاصره طولانی که در سال ۲۶۲ قبل میلاد آغاز شده بود به پیروزی رومی‌ها انجامید و تسلط جمهوری روم بر سیسیل را به ارمغان آورد.

## شهر آگریجنتوم
آگریجنتوم یک شهر در جزیره سیسیل که دو ونیم مایل (حدود چهار کیلومتر) از سواحل جنوب فاصله داشت مستقر بود. به‌طور طبیعی شهر از غرب به شرق توسط رودخانه هیپساس (دراگو) حفاظت می‌شده یعنی از لحاظ موانع طبیعی موقعیت برتری به کارتاژها می‌داد. دلیل اصلی محاصره شهر توسط رومی‌ها جلوگیری از حملات کارتاژ به روم بود زیرا این شهر موقعیت سوق الجیشی مناسبی را برای کارتاژها ایجاد می‌کرد.

## جریان محاصره
هانیبال بالاخره به رومی‌هایی که در حال برداشت محصول از مزارع خود بودند یورش برد. رومی‌ها هم که بدون سلاح و مهمات بودند اما تعدادشان زیاد بود از منطقه پا به فرار گذاشتند. تنها یک واحد (پیک) رومی که در منطقه حضور داشت و در اردوگاه رومیان نیز مستقر بود در برابر کارتاژها ایستادگی کرد اگرچه این واحد تلفات بی شماری داد اما توانست گروهی از کارتاژها را که قصد نفوذ به اردوگاه داشتند را شکست دهد. در مقابل هم هانیبال فهمید که درگیری با رومی‌ها تاوان سنگینی برای او خواهد داشت پس برای نبرد جدی بی میل گردید. رومی‌ها نیز دریافتند که کارتاژها را نباید دست کم بگیرند.
کنسول‌های روم دریافتند برای اینکه موقعیت شهر را تضعیف و مردم شهر را وادار به تسلیم کنند باید دست به محاصره شهر بزنند. رومیان پیش دستی کردند و محاصره آغاز شد و سربازان شروع به حفر گودال‌ها و ایجاد برجک‌ها در نزدیکی شهر کردند. قوای روم تقسیم شد و یک دسته در نزدیکی معبد در جنوب شهر و نیروهای دیگر در غرب مستقر گشتند. پنج ماه محاصره، قوای کارتاژ را به زحمت انداخت و کم‌کم هانیبال در مورد منابع محدود شهر نگران گشت بنابرین پیکی را فرستاد و از شهر کارتاژ درخواست فوری کمک داد. شهر مادر (کارتاژ) قوای امدادی را به سرکردگی هانو اعزام کرد، مورخان می‌گویند هانو فرزند یا فرزند خوانده هانیبال بوده. پابلیوس مورخ یونانی می‌نویسد: در این ارتش حدود ۵۰ فیل علاوه سوار نظام مزدور نومیدیایی نیز حضور داشتند. البته یک مورخ دیگر نیز ۶۰فیل ۵۰۰۰۰ پیاده و ۶۰۰۰ سوار نظام را ذکر کرده‌است. 

## جریان نبرد
پولیبیوس، مورخ یونانی می‌گوید که به مدت دو ماه، دو دشمن بدون هیچ درگیری مستقیمی در نزدیکی یکدیگر در خارج از شهر مستقر شدند. هانیبال که هنوز در شهر بود، با ارسال پیوسته پیام‌ها و نشانه‌های آتش، بر کمبود مواد غذایی در شهر و فرار از دشمن تأکید می‌ورزید که باعث جنگ هانو شد. رومی‌ها، جنگ را پذیرفتند. پس از یک مبارزه طولانی، رومی‌ها اکثر کارتاژیان را از بین بردند. کارتاژیان ۳۰۰۰ پیاده و ۲۰۰ سواره کشته و همچنین ۴۰۰۰ اسیر و هشت فیل کشته و ۳۳ معلول از دست دادند.  در طول کل محاصره، رومیان ۳۰٬۰۰۰ پیاده‌نظام و ۵۴۰ سوار یا به‌طور معقولتر، یک سوم از ۴۰٬۰۰۰–۵۰٬۰۰۰ سربازان خود را از دست دادند.   تلفات زیاد رومی‌ها و فرار ارتش کارتاژی‌ها به این معنی بود که هیچ پیروزی برای هیچ‌یک از کنسول‌ها به دست نیامد. 